# Route nationale 568
Pour les articles homonymes, voir Route nationale 568 (homonymie).
La route nationale 568, ou RN 568, est une route nationale française reliant la route nationale 113, au niveau de Raphèle-lès-Arles (commune d’Arles), à l'autoroute A 55 à l'entrée de Martigues, dans les Bouches-du-Rhône.

## Historique
À l'origine (en 1933) la RN 568 reliait Nîmes (Gard) aux Pennes-Mirabeau (Bouches-du-Rhône), sur une longueur de 115 kilomètres, en passant par Arles, Port-de-Bouc, Martigues et Gignac-la-Nerthe.
En 1952, le tronçon de Nîmes à Raphèle-lès-Arles est intégré à la route nationale 113, nouvellement créée pour relier Bordeaux et Marseille. La RN 568 ne compte plus que 73 kilomètres.
En 1972, la section terminale de la RN 568, du lieudit Bricard (commune de Gignac-la-Nerthe) aux Pennes-Mirabeau, est renumérotée RN 368, et la RN 568 reportée sur le parcours de la RN 568A en direction de Marseille par le Rove. Elle n'est pas déclassée en départementale, bien que doublée en grande partie par l'autoroute A55 gratuite.
En 1978, la RN 568 est reportée sur la déviation de Fos-sur-Mer, et l'ancien tracé renuméroté RN 578.
En 2006, la section Martigues - Marseille est déclassée en RD 568 des Bouches-du-Rhône. Seule reste dans le réseau national la section de Raphèle-les-Arles à Martigues, soit 35 kilomètres.
La loi no 2022-217 du 21 février 2022, dite « loi 3DS », prévoit le transfert des routes nationales aux collectivités volontaires. La nationale 568 sera transférée en intégralité au département des Bouches-du-Rhône au 1er janvier 2024.

## Ancien tracé de la RN 568 de 1933 à 1952
- Nîmes
- Bellegarde
- Arles (Trinquetaille, ville, Pont de Crau, Raphèle-lès-Arles)
- Fos-sur-Mer
- Port-de-Bouc
- Martigues (Croix-Sainte, Ferrières, l'Île, Jonquières)
- Châteauneuf-les-Martigues
- Gignac-la-Nerthe
- Les Pennes-Mirabeau

## Tracé actuel, communes traversées et principales intersections
- Arles :
  -  Échangeur entre RN 113/A54 et RN 568  9 au sud de Raphèle-lès-Arles, immédiatement suivi par un carrefour avec la RD 573, raccordement depuis la RD 453 (ancienne RN 453, d'Arles à Saint-Martin-de-Crau)
- Saint-Martin-de-Crau :
  - Embranchement (D 24) vers Saint-Martin-de-Crau
  - Embranchement (D 24) vers Mas-Thibert
- Fos-sur-Mer
  -  Carrefour giratoire entre N568 et D268 (Port-Saint-Louis-du-Rhône) : La Fossette
  -  Le Ventillon-Coussoul N 544 : Z.I. Fos (La Feuillane, L’Audience)
  -  Carrefour giratoire entre N568 et N569 (Istres, Salon-de-Provence)
  -  Carrefour giratoire entre N568 et N545 (Z. I. Fos) : L’Audience
  - Carrefour du Cavaou : embranchement vers Fos-ville
  -  Aire de service La Marronède (sens Martigues-Arles)
  -  18 : quartier des Arcades, gare de Fos-sur-Mer
- Port-de-Bouc
  - Traversée de la Z.I. Port-de-Bouc
  -  17 : Port-de-Bouc-Centre
  -  16 : Port-de-Bouc-Est, Saint-Mitre-les-Remparts, Centre Commercial, Z.A. La Gafette
  -  15 (depuis Martigues) : Saint-Jean[2] + traversée de la zone industrielle de Saint-Jean
  -  Aire de service Esso Express (sens Martigues-Arles) +  14 : Chemin des Fabriques (sens Martigues-Arles)
- 13 : Martigues +  début de l'A55

Sa longueur est de 35 km, aménagés en 2×2 voies (avec cependant deux feux tricolores et quatre giratoires à Fos-sur-Mer).

### Section déclassée en D 568
- 11 de l’A55
- Martigues-ville
- La Mède (commune de Châteauneuf-les-Martigues)
- Châteauneuf-les-Martigues
- Bricard (commune de Gignac-la-Nerthe)
- Le Rove
  - Tunnel du Resquiadou
- Marseille
  - L’Estaque
  - Sortie  5 de l’A55

## Embranchements
Il a existé deux embranchements de la RN 568 :
- la RN 568A : Fos-sur-Mer – Port-Saint-Louis-du-Rhône ;
- la RN 568B : ancien tronçon intégré à la RN 568.

## Projets
- Le prolongement de l'A55 de Port-de-Bouc devrait rejoindre l'A54 non loin d'Arles, et se substituer à la RN 568. Dans un premier temps, un doublement de la RN 568 au niveau de Port-de-Bouc est à l'étude.
- L’A56, actuellement en projet, devrait rejoindre la RN 568 au nord de Fos.

### Déviation de Martigues et de Port-de-Bouc
Une déviation de Port-de-Bouc est à l'étude. Elle permet de mieux sécuriser la traversée de cette ville, d'améliorer la desserte des bassins ouest du Grand port maritime de Marseille, notamment de la ZIP de Fos-sur-Mer et de contribuer au développement socio-économique local. Le trafic de la RN 568 avoisinait 50 000 véhicules par jour en 2012,.
Les premières études ont commencé en 2000, à l'époque, la DDE des Bouches-du-Rhône engageait les études préliminaires. 4 variantes étaient proposées, l'une d'elles a été retenue le 8 avril 2003. Mais le dossier de création de cette voie express a été rejeté le 26 septembre 2007 à la suite « des difficultés rencontrées pour la déviation des pipelines » et « l'absence de requalification de la RN 568 ». La DRE PACA, devenue maître d'ouvrage, a repris les études. Le projet est inscrit au programme de modernisation des itinéraires en 2009. La concertation avec les communes traversées, que sont Martigues, Port-de-Bouc et Fos-sur-Mer, s'est déroulée du 24 janvier au 24 février 2012,.
Le tronçon sera à 2×2 voies, classé voie express et comprend trois échangeurs : un (Martigues-Nord) à réaménager et deux à créer (Réveilla et Salins). 6,4 km de voie nouvelle seront créés. Le projet est déclaré d'utilité publique courant 2016. Sa mise en service est prévue en 2022. Lorsque le contournement sera réalisé, la RN 568 pourra être déclassée en boulevard urbain.
Le coût de cette opération est de 130 millions d'euros, dans les conditions économiques de 2011. Ce projet est financé par l'État, le Conseil régional de Provence-Alpes-Côte d'Azur, le Conseil général des Bouches-du-Rhône, le Grand port maritime de Marseille et la Communauté d'agglomération du pays de Martigues.